# Takahiro Kawamura
Takahiro Kawamura (jap. 河村 崇大 Kawamura Takahiro; ur. 4 października 1979) – japoński piłkarz występujący na pozycji pomocnika.

## Kariera klubowa
Od 1998 do 2009 roku występował w klubach Júbilo Iwata, River Plate, Cerezo Osaka, Kawasaki Frontale i Tokyo Verdy.